# Le Fils de la Salamite

Le Fils de la Salamite est un film muet français réalisé par Louis Feuillade, sorti en 1911.

## Fiche technique
- Titre : Le Fils de la Salamite
- Réalisation et scénario : Louis Feuillade
- Société de production : Société des Établissements L. Gaumont
- Pays d'origine :  France,  États-Unis
- Langue : film muet avec les intertitres  en français
- Format : Noir et blanc — 35 mm — 1,33:1 — Muet
- Métrage : 250 mètres (1 bobine)
- Genre : Film dramatique
- Durée : 8 minutes et 20 secondes
- Dates de sortie :
  -  France : 1911

## Distribution
- Renée Carl
- Luitz-Morat
- Léonce Perret
- Edmond Bréon